# Hautefort
 Hautefort  (en occitano Autafòrt) es una población y comuna francesa, situada en la región de Aquitania, departamento de Dordoña, en el distrito de Périgueux. Es el chef-lieu y mayor población del cantón de Hautefort.

## Demografía
| 1002 | 1022 | 1142 | 1035 | 1048 | 1184 |
| Para los censos de 1962 a 1999 la población legal corresponde a la población sin duplicidades (Fuente: INSEE [Consultar]) |      |      |      |      |      |